# Taipei OEC Open 2019
Il Taipei OEC Open 2019 è stato un torneo professionistico di tennis femminile giocato sul sintetico indoor. È stata la 12ª edizione del torneo, che fa parte del WTA Challenger Tour 2019. Si è giocato alla Taipei Arena di Taipei in Taiwan dall'11 al 17 novembre 2019.

## Partecipanti

### Teste di serie
| Nazionalità | Giocatrice         | Ranking* | Testa di serie |
| ----------- | ------------------ | -------- | -------------- |
| Montenegro  | Danka Kovinić      | 88       | 1              |
| Ungheria    | Tímea Babos        | 104      | 2              |
| Russia      | Vitalija D'jačenko | 107      | 3              |
| Australia   | Priscilla Hon      | 126      | 4              |
| Rep. Ceca   | Nao Hibino         | 130      | 5              |
| Slovenia    | Kaja Juvan         | 133      | 6              |
| Paesi Bassi | Bibiane Schoofs    | 149      | 7              |
| Bulgaria    | Viktorija Tomova   | 159      | 8              |

* Ranking al 4 novembre 2019.

### Altre partecipanti
Le seguenti giocatrici hanno ricevuto una wildcard per il tabellone principale:
- Eudice Chong
- Joanna Garland
- Hsu Ching-wen
- Yang Ya-yi

Le seguenti giocatrici sono passate dalle qualificazioni:
- Aldila Sutjiadi
- Storm Sanders
- Emily Webley-Smith
- Lee Ya-hsin

### Ritiri
Prima del torneo
- Lizette Cabrera → sostituita da  Susan Bandecchi
- Jaqueline Cristian → sostituita da  Arina Rodionova
- Maddison Inglis → sostituita da  Urszula Radwańska
- Luksika Kumkhum → sostituita da  Naiktha Bains
- Liang En-shuo → sostituita da  Kamilla Rachimova
- Monica Niculescu → sostituita da  Jana Fett
- Elena-Gabriela Ruse → sostituita da  Amandine Hesse
- Valerija Savinych → sostituita da  Lee Ya-hsuan
- Nina Stojanović → sostituita da  Kyōka Okamura
- Martina Trevisan → sostituita da  Peangtarn Plipuech

Durante il torneo
- Susan Bandecchi
- Kaja Juvan

## Campionesse

### Singolare
Vitalija D'jačenko ha sconfitto in finale  Tímea Babos col punteggio di 6-3, 6-2.

### Doppio
Lee Ya-hsuan /  Wu Fang-hsien hanno sconfitto in finale  Dalila Jakupovič /  Danka Kovinić col punteggio di 4-6, 6-4, [10-7].